# Friedrich Wilhelm Kleukens
Friedrich Wilhelm Kleukens (* 7. Mai 1878 in Achim bei Bremen; † 22. August 1956 in Nürtingen) war ein deutscher Buch- und Schriftgestalter,  Maler und Grafiker, Buchkünstler, Architekt, Typograf und Produktgestalter. Er zählt zu den herausragenden Gestalter-Persönlichkeiten der Buchkunst-Ära. Friedrich Wilhelm Kleukens ist der Bruder von Christian Heinrich Kleukens.

## Leben

### Familie

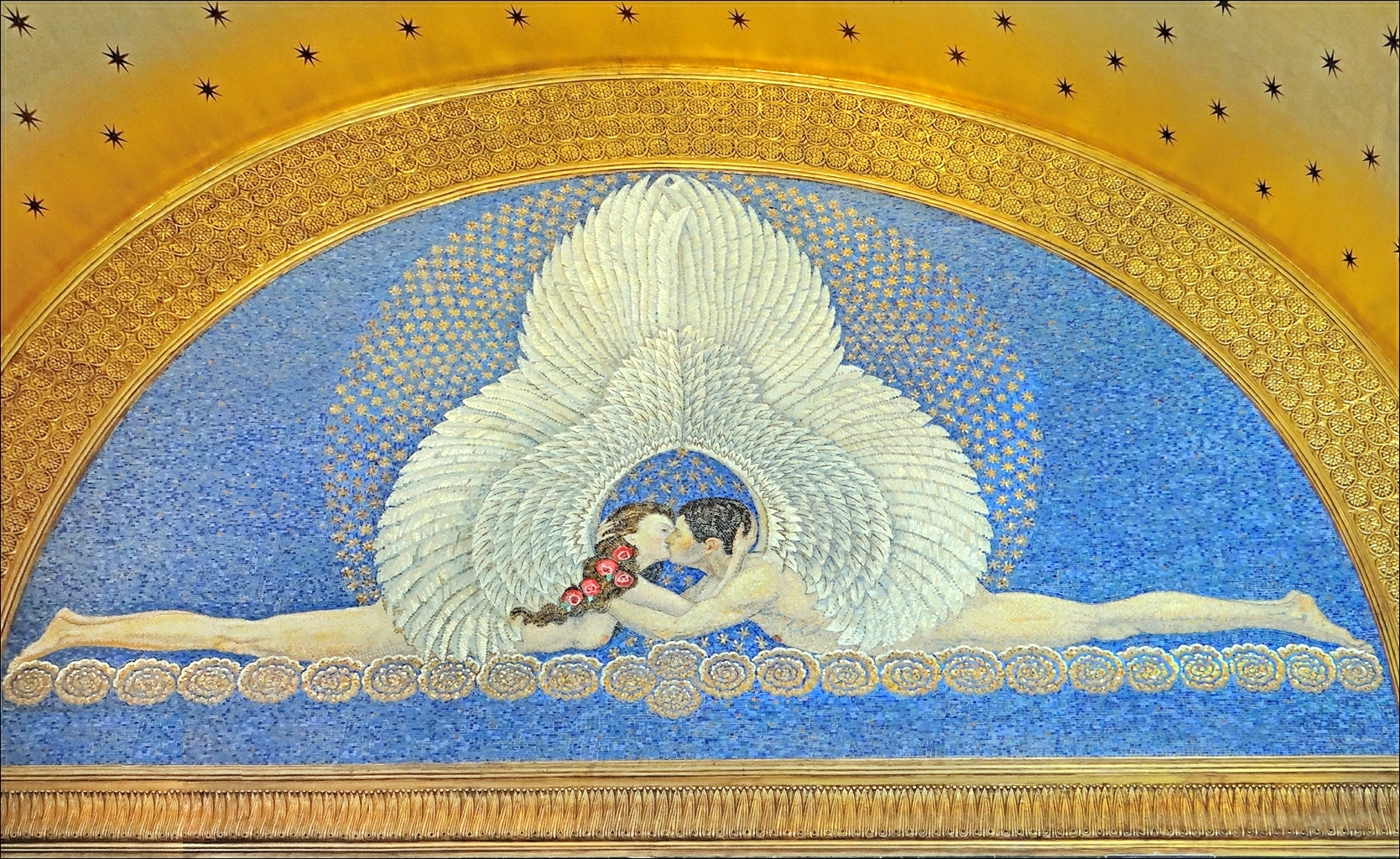
Der Kuss, Mosaik von Friedrich Wilhelm Kleukens, 1914 entworfen für den Hochzeitsturm auf der Mathildenhöhe in Darmstadt, nach Plänen des Architekten Joseph Maria Olbrich

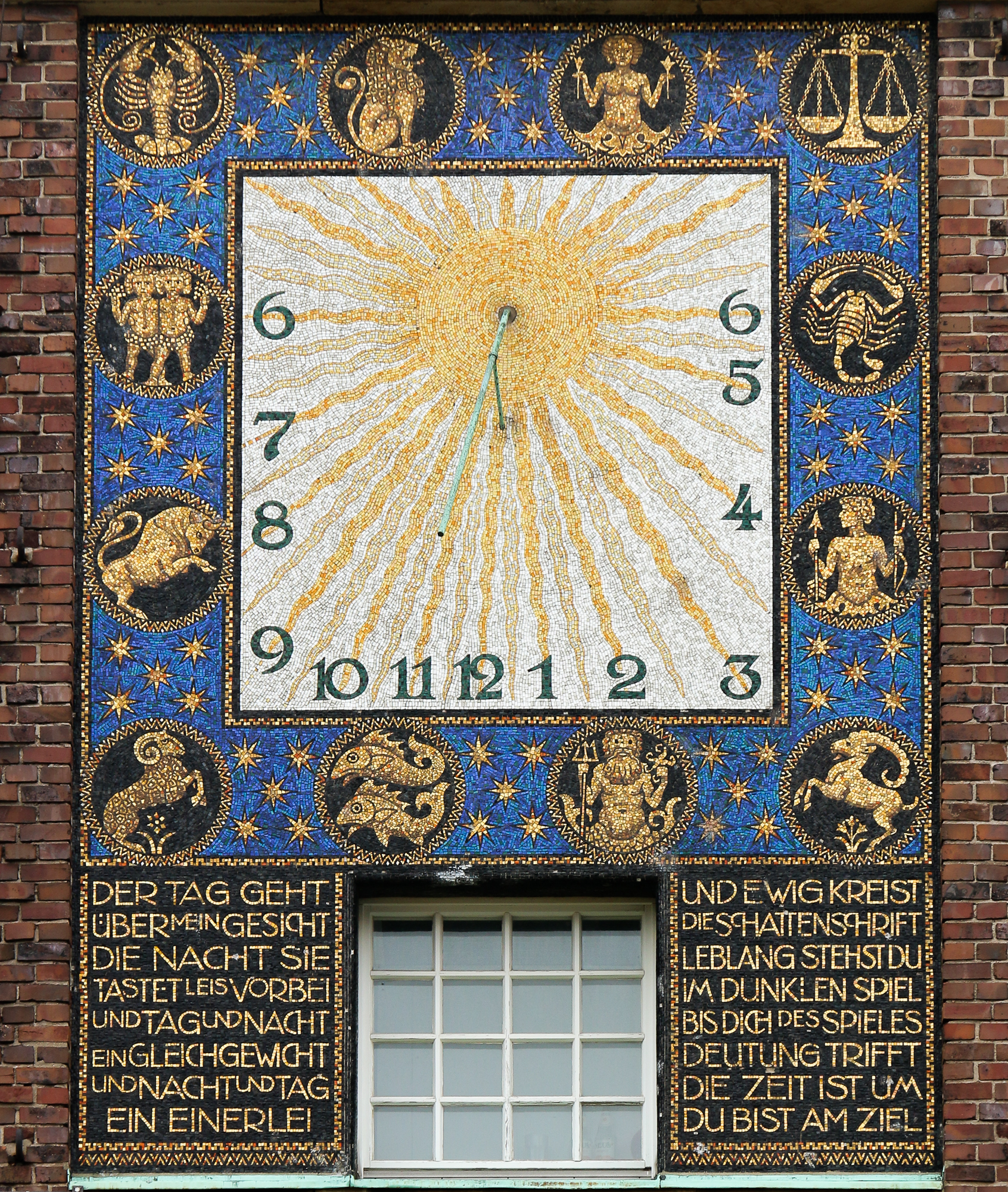
Sonnenuhr, Mosaik entworfen von Friedrich Wilhelm Kleukens, mit einem Gedicht von Rudolf G. Binding, an der Südseite des Hochzeitsturms auf der Mathildenhöhe in Darmstadt

Friedrich Wilhelm Kleukens vermählte sich 1907 in Hattenheim mit Paula Freiin Raitz von Frentz (* 1884), der Tochter des k.u.k. Kämmerers und Weingutsbesitzers Karl Freiherr Raitz v. Frentz, und seiner Gemahlin Hermine v. Köhler. In der Ehe wurden zwei Töchter geboren, Ingeborg Kleukens und Helga Kleukens. Die gemeinsame Tochter Helga Kleukens vermählte sich mit Friedrich Haus, Architekt, ein Sohn von Rudolf Haus, promovierter HNO-Arzt und seiner Gemahlin Elfriede Bülow, Tochter des Rechtswissenschaftlers Oskar von Bülow.
Friedrich Wilhelm Kleukens benannte zwei seiner künstlerisch – graphischen Entwürfe, aus der von ihm entworfenen Serie von Antiqua Schriften, nach seinen Töchtern Ingeborg und Helga:
- „Ingeborg-Antiqua. Schriftgießerei D. Stempel, Frankfurt a. M. 1909 “
- „Helga-Antiqua. Schriftgießerei D. Stempel, Frankfurt a. M. 1911“

## Ausbildung
Friedrich Wilhelm Kleukens absolvierte eine Lehrzeit als Zeichner im Atelier der Bremer Silberwarenfabrik Wilkens & Söhne. Im Anschluss besuchte er die Unterrichtsanstalt am königlichen Kunstgewerbemuseum zu Berlin, wo er Fritz Helmuth Ehmcke und Georg Belwe kennenlernte. Gemeinsam mit ihnen gründete er im Jahr 1900 die Steglitzer Werkstatt für kunstgewerbliche Entwürfe, die als erste deutsche Werbeagentur im modernen Sinne gelten kann. Alle drei Gestalter waren im Jahrzehnt vor dem Ersten Weltkrieg Vertreter der Neuen Buchkunst; Kleukens war aber auch auf anderen Entwurfsfeldern (z. B. Besteck) tätig.

### Steglitzer Werkstatt
Hauptauftraggeber der Steglitzer Werkstatt war Otto Ring, der Fabrikant des Klebstoffes Syndetikon, für den Kleukens bis in die 1920er Jahre originelle und erfolgreiche Werbemaßnahmen gestaltete. Das Unternehmen war binnen kurzer Zeit in verschiedensten kunstgewerblichen Disziplinen tätig, betrieb eine eigene Akzidenzdruckerei, ein Möbelgeschäft und eine kunstgewerbliche Schule. Gleichzeitig nahm die Profitabilität ab, weil das kleine Team den Anforderungen personell nicht gewachsen war und nicht über ausreichende Liquidität verfügte.

### Akademie für Graphische Künste und Buchgewerbe in Leipzig
Als die Steglitzer Werkstatt Anfang 1903 als GmbH firmierte und finanzkräftige Gesellschafter aufnahm, verließen Friedrich Wilhelm Kleukens und Fritz Helmuth Ehmcke das Unternehmen. Kleukens übernahm von 1903 bis 1906 eine Lehrtätigkeit an der Leipziger Akademie für Graphische Künste und Buchgewerbe, wohin ihm Georg Belwe nach wenigen Jahren folgte, und konzentrierte sich zunächst voll auf diese Aufgabe.

### Ernst-Ludwig-Presse in Darmstadt
Im Oktober 1906 wurde Kleukens Mitglied der Darmstädter Künstlerkolonie. Den Ruf, 1907 an die Hamburger Kunstgewerbeschule zu kommen, nahm er nicht an. Er blieb in Darmstadt bis 1930. Er unterrichtete an den "Großherzoglichen Lehrateliers für angewandte Kunst" von 1907 bis 1911.
Seine Entwürfe zu zwei Mosaiken für die Eingangshalle des Hochzeitsturms auf der Darmstädter Mathildenhöhe (Der Kuss und Die Treue) wurden ausgeführt.
Er erhielt im Frühjahr 1907 einen Ruf an die Hamburger Kunstgewerbeschule für die Klasse für Flächenkunst und Graphik, nahm aber diesen Ruf nicht an (worauf stattdessen Carl Otto Czeschka für Hamburg gewonnen werden konnte). Im Jahr 1907 wurde er als künstlerischer Leiter an die von Großherzog Ernst-Ludwig von Hessen-Darmstadt gegründete Ernst-Ludwig-Presse berufen.
Kleukens betrieb die Presse gemeinsam mit seinem Bruder, dem Drucker und Typografen Christian Heinrich Kleukens, der bereits die Druckerei in der Steglitzer Werkstatt geleitet hatte. Als eine der ersten deutschen Privatpressen folgte die Ernst Ludwig Presse englischen Vorbildern der Arts-and-Crafts-Bewegung wie der Kelmscott Press und der Doves Press. Sie galt schnell als eine der ersten deutschen Adressen und diente anderen Unternehmungen als Vorbild. Nach nur drei Jahren errang sie bereits den Grand Prix der Brüsseler Weltausstellung von 1910.

### Aufgabenbereiche
Während sich C. H. Kleukens um die drucktechnisch perfekte Ausführung aller Druckerzeugnisse kümmerte, zeichnete F. W. Kleukens für die gesamte Gestaltung verantwortlich: In den Jahren bis 1914 entstanden 26 offizielle Drucke und 36 weitere Druckwerke, meist in Kleinstauflagen von 100 bis 150 Exemplaren, für die er sämtliche Titel, Initialen, Schriften und Illustrationen zeichnete. Anders als sein Bruder vertrat er jedoch eine ablehnende Haltung gegenüber jeder überflüssigen Ornamentik in der Buchkunst und setzte sich für eine rational geordnete Typografie ein. Kurz vor Ausbruch des Ersten Weltkrieges übergab er die Leitung der Presse an seinen Bruder.

### Erster Weltkrieg
Zu Kriegsbeginn eingezogen, nahm F. W. Kleukens zunächst als Geometer und später als Stabs-Unteroffizier der Infanterie am Kriegsgeschehen teil. In dieser Zeit schuf er zahlreiche Zeichnungen für das Grabenbüchlein, die Grabenzeitung und die Infanterie Zeitung der 50. Infanterie-Division, bei der er diente.

### Nachkriegszeit und Ratio-Presse
Nach Kriegsende kehrten beide Kleukens-Brüder nach Darmstadt zurück und gründeten fast zeitgleich eigene Pressen. Während Christian Heinrich Kleukens in Nieder-Ramstadt die Kleukens-Presse ins Leben rief, gründete Friedrich Wilhelm Kleukens gemeinsam mit den Verlegern und Druckereibesitzern Rudolf und Wilhelm Witsch (Verlag L. C. Witsch, Wittich'sche Hofbuchdruckerei, Darmstädter Tagblatt) sein eigenes buchkünstlerisches Unternehmen. Zunächst unter dem Namen Kleukens-Drucke, dann als Ratio-Presse setzte Kleukens seine gestalterischen Prinzipien konsequent um. Die Ziele werden in einem Verlagsprospekt aus dem Jahr 1923 wie folgt charakterisiert: „Der einzige Leitgedanke der Ratio-Presse ist wertvolle Gediegenheit; wertvoller Inhalt, gute Schriften, schöner Satz, einwandfreies Papier, handwerksgerechte Buchbinderarbeit.“
1924 endete die Zusammenarbeit mit dem Wittich Verlag. Als 1927 die Gesellschaft zur Förderung der Ratio Presse ins Leben gerufen wurde, nahm die Presse die Arbeit erneut auf. Neuer Partner war die Frankfurter Schriftgießerei D. Stempel AG, für die das Engagement eine Möglichkeit darstellte, den Verlauf der von ihr gegossenen Kleukens-Schrifttypen zu fördern. Neben der Arbeit für die Presse war Kleukens weiterhin als Werbegrafiker und Schriftentwerfer tätig. Im Jahr 1930 zog er mit seiner Familie nach Cala Rajada auf Mallorca, 1932 zwang ihn der Mangel an Kundschaft für seine aufwändigen und kostspieligen Produktionen, die Ratio-Presse endgültig zu schließen und einen Teil seiner Originale zu verkaufen.

## Zweiter Weltkrieg und Alter
Der Spanische Bürgerkrieg zwang Friedrich Wilhelm Kleukens 1936, Mallorca umgehend zu verlassen und wieder nach Darmstadt zurückzukehren. Während des Zweiten Weltkriegs arbeitete er vorwiegend als Industriezeichner und -einrichter, womit er an die Steglitzer Jahre anknüpfte. Bei einem Luftangriff im September 1944 verlor Kleukens sein gesamtes Hab und Gut, kurze Zeit später wurde auch sein Büro bei D. Stempel ein Raub der Flammen. F. W. Kleukens zog nach Nürtingen, wo er nach dem Krieg einen Neuanfang als freier Grafiker versuchte, jedoch nicht mehr an seine früheren Erfolge anknüpfen konnte.

### Deutscher Künstlerbund
Friedrich Wilhelm Kleukens war Mitglied im Deutschen Künstlerbund. Er verstarb 1956 nach langer Krankheit im Alter von 78 Jahren.

## Werk
Das Hauptwerk des Friedrich Wilhelm Kleukens besteht in den zahlreichen Pressendrucken der Ernst-Ludwig-Presse und der Ratio-Presse, die unter Kunstsammlern und Bibliophilen äußerst gefragt sind und hoch gehandelt werden. Darüber hinaus zählen auch andere gestalterische Arbeiten von F. W. Kleukens zu den Ikonen des Darmstädter Sezessionsstils. So gestaltete er z. B. die Plakate für die Darmstädter Kunstausstellungen der Jahre 1908, 1914 und 1918 und steuerte Illustrationen zu den Ausstellungskatalogen bei; für den Hochzeitsturm auf der Mathildenhöhe entwarf er einige Mosaike sowie die Sonnenuhr; und anlässlich der Künstlerkolonie-Ausstellung 1914 erregte ein von ihm gestalteter Damensalon mit Möbeln, Teppichen, Wand- und Deckenschmuck Aufmerksamkeit.
Illustrationen von Büchern (Auszug)
- Martin Luther (Üs.): Das Buch Esther. Titelbilder und Initialen von F. W. Kleukens und C. H. Kleukens. 1. Buch der Ernst Ludwig Presse, Darmstadt. Leipzig, Insel-Verlag 1908.
- Johann Fischart: Die Flohhatz. Mit 15 handkolorierten Original-Lithographien von F.W. Kleukens. Darmstadt, Ratio Presse 1922.
- Marquis de Sade: Die Fünfzehn Freuden der Ehe. Mit handkolorierten Original-Lithographien von F.W. Kleukens. Darmstadt, Ratio-Presse, 1924.
- Friedrich W. Kleukens: Vogel ABC. Mit 52 Abbildungen von F. W. Kleukens. (Nürnberger Bilderbücher 39). Oldenburg, Stalling 1925.
- Friedrich W. Kleukens: Das Wettlaufen zwischen dem Hasen und Swinegel. (Nürnberger Bilderbücher 45). Oldenburg, Stalling 1926.
- Svend Fleuron, Ungleiche Spielkameraden. Oldenburg, Stalling, 1927.
- Will Vesper: Die Historie von Reineke dem Fuchs. Einbandzeichnung und farbige Vollbilder von F. W. Kleukens. Oldenburg, Stalling 1928.

Schriften
- Ingeborg-Antiqua. Schriftgießerei D. Stempel, Frankfurt a. M. 1909
- Kleukens-Antiqua, Bauersche Gießerei, Frankfurt a. M. 1910 – mit Esszett-Versalie!
- Kleukens-Antiqua Halbfett, Bauersche Gießerei, Frankfurt a. M. 1910
- Kleukens-Kursiv, Bauersche Gießerei, Frankfurt a. M. 1910
- Kleukens-Fraktur. Schriftgießerei D. Stempel, Frankfurt a. M. 1910
- Freie Kleukens-Initialen, Magere Kleukens-Initialen. Bauersche Gießerei, Frankfurt a. M. 1910
- Helga-Antiqua. Schriftgießerei D. Stempel, Frankfurt a. M. 1911
- Kleukens-Antiqua Mager, Bauersche Gießerei, Frankfurt a. M. 1912
- Kleukens-Antiqua Schlank, Bauersche Gießerei, Frankfurt a. M. 1913
- Gotische Antiqua. Schriftgießerei D. Stempel, Frankfurt a. M. 1914
- Ratio-Latein in versch. Garnituren. Schriftgießerei D. Stempel Frankfurt a. M., 1923–1924 / Linotype (Mergenthaler Setzmaschinen-Fabrik GmbH), 1928
- Omega. Schriftgießerei D. Stempel, Frankfurt a. M. 1926
- Kleukens-Scriptura. Schriftgießerei D. Stempel, Frankfurt a. M. 1926. Unter dem Namen Bienville Script bei Ragnarök Press, Austin, Tx.

Sonstiges
- 27 Gouachen und Zeichnungen aus der Sammlung des Stromversorgers HEAG aus den Jahren 1953 und 1954:

darunter: 1954: Monteur am Fuße zweier Wandler
Ausstellungen (Auszug)
- 2014: Dem Licht entgegen, Darmstadt, Mathildenhöhe.